# Илюшиха (приток Бехтемира)
Илюшиха — река в России, протекает по Бийскому району Алтайского края. Устье реки находится в 48 км по правому берегу реки Бехтемир. Длина реки составляет 13 км, площадь водосборного бассейна 40 км².

## Данные водного реестра
По данным государственного водного реестра России относится к Верхнеобскому бассейновому округу, водохозяйственный участок реки — Бия, речной подбассейн реки — Бия и Катунь. Речной бассейн реки — (Верхняя) Обь до впадения Иртыша.